# 美國統治琉球時期
美國統治琉球時期（英語：The Ryukyu Islands under United States administration），亦称美国统治下的冲绳（日语：／ Amerika gasshūkoku niyoru okinawa tōchi */?），冲绳人称为美国时期（琉球語：／  ?），是從1945年6月23日美軍佔領沖繩開始，直到1972年5月15日由日本接管為止，琉球群島共有27年由美國所治理。所管轄的範圍包括吐噶喇群島的「下七島」（至1952年）、奄美群岛（至1953年）、沖繩群島、大東群島、宮古群島和八重山群島。

## 历史

### 軍政的開始
第二次世界大戰末期時，1945年3月底美軍開始在沖繩群島進行登陸作戰，並於4月1日登陸沖繩島，與當時負責防衛的日軍展開了沖繩島戰役。美軍登陸後，便立即在佔領地設立了美國海軍政府。6月，美軍幾乎佔領了沖繩群島全部之區域；8月15日日本投降後，美國軍政府設置了由沖繩當地居民所組織的「沖繩諮詢會」，作為與當地居民溝通的管道。
美軍在佔領沖繩群島後，也先後進入宮古群島及八重山群島，並恢復原本的宮古支廳及八重山支廳的機能，以維持當地社會運作。1946年（昭和21年）2月，美軍將原屬日本鹿兒島縣的奄美群島從日本政府管轄中劃分出來，並放入美國在琉球群島的軍政府管轄下。
美國原本認為，琉球群島與朝鮮半島同樣是被日本的帝國主義所統治的殖民地，因此計畫將琉球群島交由聯合國託管委員會後，由日本分離出並獨立，美國軍政府也是以此為目標來運作。但是以蘇聯為首的共產主義國家興起，進入冷戰時期後，美國意識到，如果將琉球群島託管，便不能有效利用琉球群島來與蘇聯對抗、防止共產主義勢力進入太平洋。因此美國決定，撤回以琉球獨立為前提的託管計劃，改認可日本對琉球的潛在主權，以維持以軍隊統治琉球的型態。

### 與日本本土分離
1951年的舊金山和約中，日本政府宣布將琉球群島交由美國託管。同時，作為行政治理機關的沖繩諮詢會先後改組為「沖繩中央政府」、「沖繩民政府」，最後在1952年成為「琉球政府」直到統治權送還日本。
1953年12月25日美國將與論島以北的奄美群島移交日本，劃入鹿兒島縣，但也使得從奄美來到沖繩本島工作的人成為非琉球政府管理的「日本人」，產生一些社會問題。

### 施政权轉交日本
琉球群島於1972年（昭和47年）5月15日由美國正式将其施政权返还给日本。日本重新恢复設置沖繩縣。

## 經濟
原本沖繩島戰役造成沖繩的經濟基礎被破壞，經濟上流通的貨幣除了原本的日圓外，也增加了由美軍發行的B型軍票，並在1948年到1958年間成為琉球群島上唯一合法的貨幣。不過在1958年後，改以美金為正式貨幣。
雖然與日本本土的經濟圈分離，但因為美國駐軍在當地廣設基地，產生了許多新的工作機會，包括土木建設、運輸、基地週邊的飲食業及風化業。

## 交通
與日本本土的通行，限制必須持有「渡航証明書」，出入境時如同護照一樣需要蓋章。

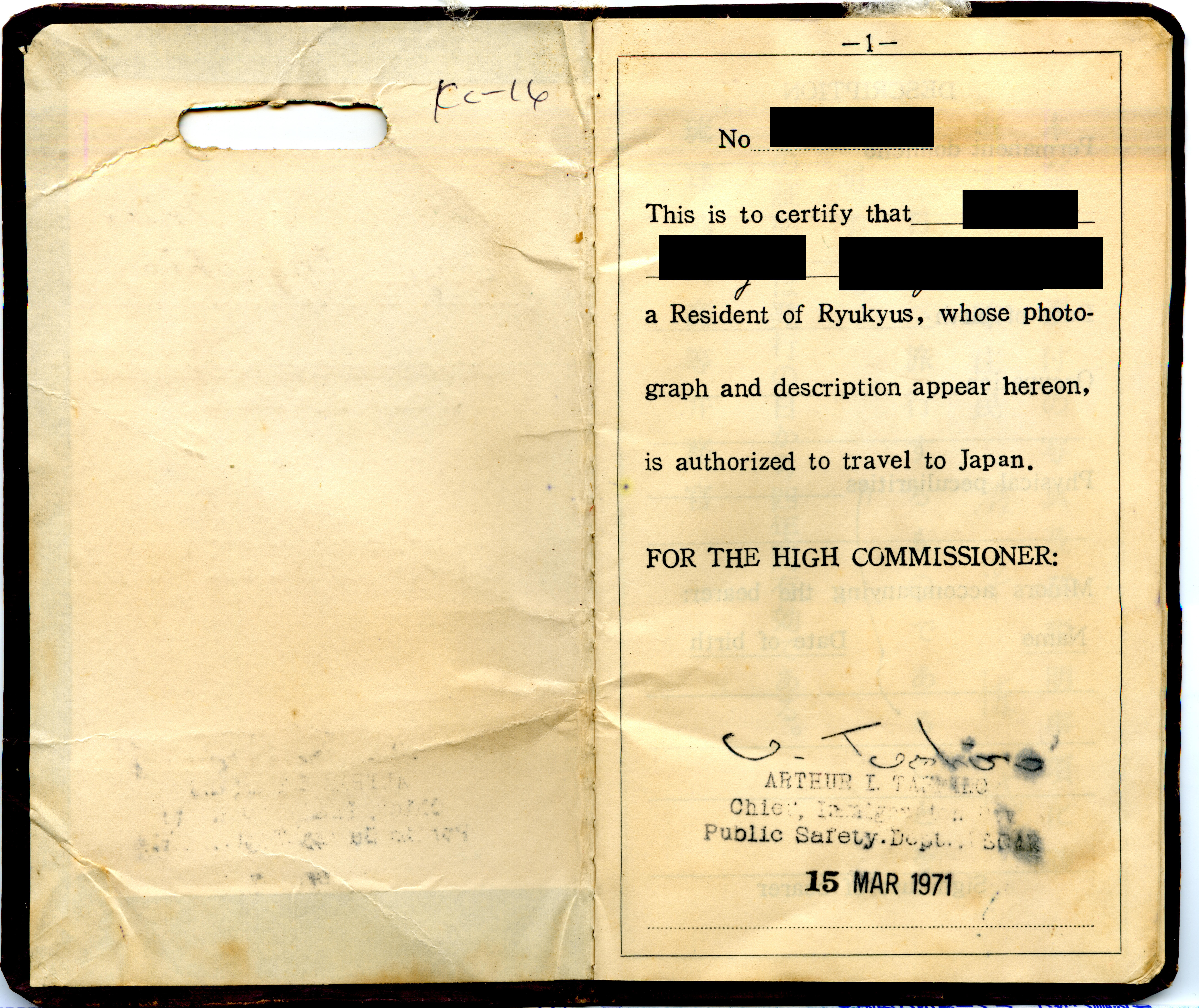
前往日本用的渡航証明書的第一頁

## 美國派駐最高首長
從1957年（昭和32年）起，美國統治琉球群島的最高首長由總督改稱為「高級專員」，由美國國防部長經美國總統同意後指派中將階級的陸軍將官擔任。

### 歷代琉球列島高級專員
| 代 | 圖像 | 名字                   | 英文原文               | 军衔     | 在職年                      |
| -- | ---- | ---------------------- | ---------------------- | -------- | --------------------------- |
| 1  |      | 詹姆斯·愛德華·穆爾     | James Edward Moore     | 陸軍中將 | 1957年7月4日-1958年4月30日  |
| 2  |      | 唐納德·普倫蒂斯·布思   | Donald Prentice Booth  | 陸軍中將 | 1958年5月1日-1961年2月12日  |
| 3  |      | 保羅·懷亞特·卡拉韋     | Paul Wyatt Caraway     | 陸軍中將 | 1961年2月16日-1964年7月31日 |
| 4  |      | 阿爾伯特·沃森二世      | Albert Watson II       | 陸軍中將 | 1964年8月1日-1966年10月31日 |
| 5  |      | 費迪南德·湯瑪斯·昂格爾 | Ferdinand Thomas Unger | 陸軍中將 | 1966年11月2日-1969年1月18日 |
| 6  |      | 詹姆斯·班傑明·蘭珀特   | James Benjamin Lampart | 陸軍中將 | 1969年1月28日-1972年5月14日 |

## 大事记
- 1945年4月1日：在沖繩島戰役中美軍登陸沖繩本島，並在當日成立美國海軍政府。
- 1945年8月15日：沖繩諮詢會成立。
- 1946年：於宮古群島、八重山群島及奄美群島上分別設置宮古支廳、八重山支廳及大島支廳。
- 1946年4月24日：沖繩中央政府成立，12月4日改稱沖繩民政府。
- 1946年7月1日：管理沖繩的權限由美國海軍轉為美國陸軍，因此軍政府也轉移成美國陸軍政府。
- 1946年10月：於奄美群島上設置臨時北部琉球群島政廳。
- 1947年3月21日：於宮古群島及八重山群島分別成立宮古民政府和八重山民政府。
- 1947年4月，聯合國通過「關於前日本委任統治島嶼的協定」，把日本依照國際聯盟公約第22條取得之「太平洋島嶼」交給美國托管。[2]
- 1950年11月：各群島知民政府及臨時政廳分別改組為沖縄群島政府、宮古群島政府、八重山群島政府，並在奄美群島成立奄美群島政府。以民選方式選出各群島政府的知事和群島議會的議員。
- 1950年12月15日：美國軍政府改組為琉球列島美國民政府，由美軍指派政府武官擔任首長，文官擔任副首長。
- 1951年4月1日：由於各群島政府知事逐漸出現要求「回歸日本」的主張，美國民政府重新成立負責統一管理沖繩、宮古、八重山及奄美群島的琉球臨時中央政府，並削減各群島知事的權限。
- 1952年4月1日：琉球政府成立，並廢除群島政府。
- 1953年12月25日：美國將奄美群島移交日本。
- 1957年6月5日：美國民政府的首長，改稱為高等專務官。
- 1968年：初次進行琉球政府行政主席選舉，由主張「回歸日本」的屋良朝苗當選。
- 1970年12月20日：超過5000名琉球群眾與美軍憲兵隊爆發衝突，史稱「胡差暴動」。
- 1972年5月14日：美國正式將沖繩移交日本，琉球政府廢除，多數組織都直接由沖繩縣繼承。

## 外部連結
- 守禮之光（世界飛地領土研究會） （页面存档备份，存于）